# Valsystem
Valsystem är olika metoder för att förvandla resultatet av ett val eller en omröstning till faktisk representation. 
De valsystem som används inom politiken är i huvudsak antingen proportionella valsystem eller majoritetsvalsystem, men i vissa länder har man kombinationer, så kallade mixade valsystem. De flesta västerländska demokratier har proportionella valsystem där USA och Storbritannien är undantag med sina majoritetsvalsystem.

## Valsystem för flermansvalkretsar
För valsystem med flermansvalkretsar finns olika valsystem för att genomföra val för dessa: Proportionella, Semiproportionella valsystem och en blandning av dessa.

### Proportionella valsystem
Huvudartikel: Proportionellt valsystem
Ett proportionellt valsystem bygger på flermansvalkretsar. I flermansvalkretsar konkurrerar de deltagande kandidaterna, som tillhör olika politiska partier om två eller flera mandat. Mandaten fördelas proportionellt mellan partierna utifrån de röster de fått. Idealvarianten av det proportionella valsystemet innebär att ett parti som fått 37 % av rösterna också får 37 % av mandaten. Eftersom antalet mandat i en valkrets vanligen är rätt litet är detta dock omöjligt och olika valsystem leder till olika fördelning av mandat mellan partier som borde fått nästan ett till mandat.
Eftersom många partier kan ta sig in i parlamentet, och det därför kan bli svårt att bilda en regering genom koalitioner och allianser mellan stora och små partier, har många länder infört en så kallad småpartispärr. Om det enligt konstitutionen krävs att ett parti ska ha fått minst fyra procent av de räknade rösterna innan man överhuvudtaget tar med det lilla partiet i beräkningen av mandat, blir antalet partier avsevärt mindre.

## Valsystem för enmansvalkretsar
Huvudartikel: Enmansvalkrets
Principen för majoritetsval i enmansvalkretsar kan tillämpas även i valkretsar med fler platser. Då har varje parti eller valförbund ett antal kandidater som motsvarar antalet mandat och det parti eller valförbund som får flest röster (enligt principer motsvarande dem i enmansvalkretsar) får alla sina kandidater invalda. Ett sådant system tillämpas till exempel i elektorsvalen i USA, där varje rad är en valkrets.

### Majoritära valsystem
Majoritära valsystem (alternativt pluralistiska valsystem) utgår från enmansvalkretsar som genomförs i ett antal olika varianter och metoder som first-past-the-post eller preferensbaserade val. Valmetoden resulterar i att den kandidat som fått flest röster får också det enda mandat som kandidaterna i valkretsen konkurrerar om, antingen genom relativ eller absolut majoritet. Valkretsarna är här avsevärt mindre och betydligt fler än i länder som har proportionella valsystem, och leder i allmänhet till att landet får två stora partier. Denna typ av valsystem är mycket vanligt i anglo-saxiska kulturer, med Storbritannien och USA som typiska exempel. Finns det bara två partier att välja mellan, kan detta system ofta skapa folkvalda församlingar som någorlunda väl återspeglar hur väljarna röstat, men ju fler partier, desto större och större blir skillnaden.

#### Relativ majoritet
Det finns två typer av majoritetsval: relativa och absoluta. Den vanligaste varianten är den som bygger på relativ majoritet och innebär att den kandidat som fått flest röster erövrar mandatet i valkretsen. Om antalet kandidater är fler än två kan alltså segern gå till någon som fått betydligt mindre än hälften av rösterna. I till exempel Storbritannien, där det nu finns tre ganska jämnstora partier, skulle ett parti teoretiskt kunna erövra alla platser i parlamentet genom att vinna i varje valkrets med bara 33,4 procent. Därmed skulle 66,6 procent av väljarkåren inte ha en enda representant i parlamentet.

#### Tvåstegs-majoritet
I den andra typen av majoritetsval måste vinnaren erövra enkel majoritet (dvs få mer än 50% av de avlagda rösterna). Om ingen av de deltagande kandidaterna uppnått enkel majoritet i den första valomgången sker därför en andra valomgång där endast de två kandidater som fick flest röster i första omgången tillåts delta. Det innebär att någon av de två kandidaterna kommer att få en enkel majoritet av väljarnas röster i den andra valomgången. Rent formellt kan detta anses ge ett mer representativt resultat än system där det räcker med relativ majoritet, men i praktiken leder denna tvåstegsomröstning ofta till s.k. negativ röstning, det vill säga om den man röstade på i första omgången inte går vidare till finalen, så röstar många i den andra omgången utifrån vilken av kandidaterna de ogillar minst.[källa behövs]

#### Absolut majoritet
Absolut majoritet innebär att ett förslag vid en omröstning måste stödjas av mer än hälften av det totala antalet möjliga röster. Frånvarande med rösträtt och närvarande som avstår från att rösta räknas också in i det totala antalet.

##### Kvalificerad majoritet
För att en vinnare ska utses måste den kandidat med flest röster uppnå en viss i förväg bestämd överväldigande majoritet. Exempelvis 2/3 eller 3/4 eller 4/5 av rösterna.

##### Alternativröstning
Väljare rankar kandidater vid ett val. Om ingen av kandidaterna erövrar en majoritet (dvs få mer än 50% av rösterna) blir bottenkandidaten eliminerad och denne kandidats röster blir omfördelade till väljarnas andrahandsval av kandidat.

### Varianter
- Japan tillämpar majoritetsval i flermansvalkretsar vid val till parlamentet.
- Australien använder majoritetsval med alternativröstning, vilket innebär att väljaren får kryssa för ett andrahandsalternativ.
- Tyskland väljer ena halvan av förbundsdagen genom majoritetsval och andra halvan genom proportionella val. Alla ledamöter väljs samtidigt, och alla väljare har två röster –  en i det majoritära och en i det proportionella valet.